# أحمد عزت باشا العمري
أحمد عزت باشا بن محمود الفاروقي العمري، وهو أحد أعلام عائلة العمري التي يرجع نسبها إلى الخليفة عمر بن الخطاب، قبيلة الفاروقي أو العمري أو كليهما معا. ولقد حدث التباس لدى أحد الشعراء لوجود صلة قربى بين قبيلة آل العمري وهم عرب ينتمون إلى قبيلة قريش وقدموا من مكة واستوطنوا مدينة الموصل وبين محمود شوكت باشا الشركسي الأصل، فألقى هذا الشاعر بقصيدة مدح فيها محمود شوكت باشا على أساس انه من آل العمري (الفاروقي)، وسبب الالتباس هو ان محمود شوكت باشا وهادي باشا العمري هم أولاد خالة وخدموا معا في قوات الجيش العثماني فقد كان هادي باشا العمري رئيسا لأركان الجيش العثماني ومحمود شوكت باشا قائدا للفيلق الثالث منه، كما أن محمود شوكت باشا هو أخ لام رئيس الوزراء حكمت سليمان وهم شراكسة الاصل، في حين ان قبيلة آل العمري (الفاروقي) هم عرب اقحاح يمثلون ذرية الامام عاصم ابن الخليفة عمر بن الخطاب، ولقد شرح ذلك المحامي عباس العزاوي في كتابه الشهير (تاريخ العراق بين احتلالين) الذي يعد مرجعا في تاريخ العراق في تلك الفترة.

## مولده ونشأته
ولد أحمد العمري في عام 1244 هـ الموافق 1828 في مدينة الموصل، ونشأ بها ودرس العلوم الدينية والعربية.
ثم سافر إلى بغداد وأقام عند عمه الشاعر عبد الباقي العمري والذي كان يشغل منصب كتخدا بغداد في حينها (كتخدا تعني منصب الوالي بالوكالة)، وقرأ عليه ألفية ابن مالك ودرس على عمه علم الأدب وفنون الشعر، ورحل إلى الآستانة وولي بعض الأعمال.
ولقد ترجم لنفسه في كتابه المعروف بالعقود الجوهرية فقال والكلام له : «أما ولادتي فكانت في الموصل أواخر سنة الأربع والأربعين بعد المائتين والألف من الهجرة النبوية على صاحبها أفضل التحية، ولما بلغت من العمر أربع سنين باشرت بقراءة القرآن الكريم، وسنة سبع من عمري ختمته، وحفظت طرفاً منه، ورويت قراءة حفص على أستاذي بالنحو المرحوم ملا عبد الرزاق أفندي الجبوري وفي سنة أربع وخمسين طلبني المرحوم عمي المشهور بالفضل العميم عبد الباقي أفندي الفاروقي، وكان إذ ذاك ساكناً في بغداد، وبقيت في خدمته مقدار ستة أشهر، بعد أن أكملت قراءة الأسيوطي على المرحوم ملا أسعد أفندي الموصلي مدرس جامع الآصفية، ثم عدت إلى الموصل فقرأت أصول الفقه وعلم الحساب وطرفاً من علم الوضع على العالم الفاضل المرحوم عبد الرحمن أفندي الكلاك، وجمعت جمع الصغير وجمع الكبير في القراءات السبع على مخدومه عبد اللطيف أفندي، وقرأت الإيساغوجي على العالم الزاهد والفاضل العابد المرحوم ملا محمد أمين أفندي بن ملا عبيده، وقرأت علم البديع وطرفاً من المعاني والبيان على رئيس العلماء المشهود له بالعلم والورع المرحوم عبد الله أفندي الفاروقي، ثم في أوائل سنة إحدى وستين طلبني من أبي ثانياً عمي المرحوم لأجل البقاء بخدمته، فتوجهت إلى بغداد، وكانت إذ ذاك غاصة بالفضلاء والعلماء والأدباء، فتخرجت عليه في فنون الشعر وعلم الأدب، وطرت بجناح فضله، واستسقيت من هطال وبله، وفي غضون ذلك قرأت على سبيل التبرك شرح الشمسية، وابن عقيل على خاتمة المفسرين وعلامة العلماء المحققين المرحوم أبي الثناء شهاب الدين السيد محمود أفندي الآلوسي مفتي الزوراء ومرجع الفضلاء، وقرأت أيضاً كتاب تشريح الأفلاك على المرحوم الفاضل الشيخ أحمد أفندي السنة لي، وأتقنت اللغة الفارسية على مخدومه العالم الأكمل الشيخ طه أفندي، وبقيت في خدمة المرحوم العم ببغداد إلى السنة التاسعة والستين فانسلكت بخدمة الدولة العلية العثمانية متقلباً في البلاد وأولها شهرزور، ولا زلت من أفضال تلك الدولة أتنقل في أنواع مأمورياتها من داخلية وخارجية ورسومية ومالية، وارتقى إلى درجات رتبها بالتدريج، حتى أصعدني من حسن أنظاره أمير المؤمنين، وخليفة رب العالمين حضرة السلطان عبد الحميد خان أدامه الرحمن، إلى رتبة الميرميران، وها أنذا اليوم بالآستانة ضيف حضرته، ونزيل سدته، داعياً لحضرته بمزيد الدوام على مدى الأيام»، انتهى كلامه.
ولقد تزوج أحمد عزت باشا بن محمود منيب الفاروقي العمري من ابنة عمه عائشة خاتون، بنت عبد الباقي العمري، وانجبا من الذكور، مصطفى وفؤاد.

## مناصبه
أثناء اقامته في بغداد شغل أحمد عزت باشا رئاسة تحرير جريدة الزوراء وهي أول صحيفة عراقية صدرت في عهد الوالي مدحت باشا وكانت تصدر باللغتين العربية والتركية، ثم تولى تحريرها بعده اخوه علي الرضا ابن محمود منيب العمري الفاروقي، ثم رحل إلى الآستانة وولي بعض الأعمال، ثم عيّن متصرفا في شهرزور، ثم متصرفا في الأحساء ثم متصرفا في تعز في اليمن ثم عاد ليقيم في الآستانة مشتغلا بالعلم والأدب ونظم الشعر والتأليف.

## مؤلفاته
كانت لديه الكثير من المؤلفات والتي منها الاتي:
- جمع شعره في ديوان كبير وهو ديوان مخطوط محفوظ في الخزانة التيمورية بدار الكتب المصرية.
- العقود الجوهرية، وهو كتاب فيه تراجم بعض شعراء عصره.
- رحلة إلى نجد.
- رسالة في التصوير الشمسي
- أحكام الأراضي - ترجمة عن اللغة التركية.
- سفينة، وهو كتاب جمع فيه بعض شعره ورسائله.
- الطراز الانفس في شعر الأخرس

## وفاته
توفي في الآستانة عام 1310 هـ الموافق 1892.